# Ciencia islámica

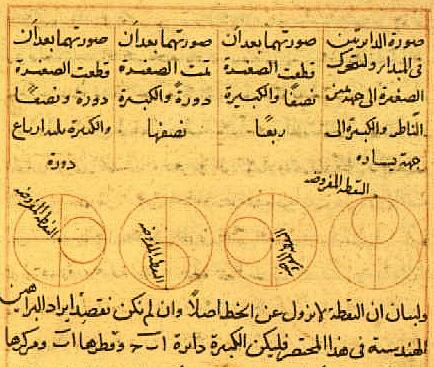
Acople Tusi, un dispositivo matemático inventado por el erudito persa Nasir al-Din al-Tusi para modelar el movimiento de los planetas no perfectamente circular

En la historia de la ciencia, la ciencia islámica es la ciencia desarrollada durante la Edad de Oro del islam. Algunos académicos consideran a los científicos musulmanes como los fundadores de la ciencia moderna, por su desarrollo de los primeros métodos científicos y su enfoque empírico, experimental y cuantitativo de las incógnitas científicas. Por este motivo, algunos estudiosos se refieren a este periodo como la revolución científica musulmana. Los logros científicos islámicos abarcaron una amplia gama de áreas temáticas, especialmente la astronomía, las matemáticas y la medicina. Otros temas de investigación científica fueron la alquimia y la química, la botánica y la agronomía, la geografía y la cartografía, la oftalmología, la farmacología, la física y la zoología.
Después de la caída del Imperio Romano, y tras el inicio del oscurantismo Europeo, en Oriente Medio, la filosofía griega pudo encontrar un resurgimiento de la mano del recién creado Califato islámico (Imperio islámico). Con la expansión del islam en los siglos VII y VIII, se produjo un periodo de ilustración islámica que duraría hasta el siglo XV. En el mundo islámico, la Edad Media se conoce como la Edad de Oro del islam, cuando prosperaron la civilización y la sabiduría islámica. A este período dorado de la ciencia islámica contribuyeron varios factores. El uso de una única lengua, el árabe, permitía la comunicación sin necesidad de un traductor. Las traducciones de los textos griegos de Egipto y el Imperio bizantino, y textos en sánscrito de la India, proporcionaban a los eruditos islámicos una base de conocimiento sobre la que construir. Además, estaba el Hajj. Este peregrinaje anual a La Meca facilitaba la colaboración erudita uniendo a las personas y favoreciendo la propagación de nuevas ideas por todo el mundo islámico.
En astronomía, Al-Battani mejoró las mediciones de Hiparco, conservadas a través de la obra de Claudio Ptolomeo conocida como Almagesto. Alrededor del año 900, Al-Batani mejoró la precisión de las medidas de la precesión del eje de la Tierra, continuando de esta forma la herencia de un milenio de mediciones en su propia tierra (Babilonia y Caldea, el área que ahora es Irak).
En física, rescataron la física aristotélica y fueron más allá, sobre todo en el campo de la óptica de la mano del gran Alhacén.
En química, eruditos como Al-Razi utilizaron los trabajos anteriores en medicina, astronomía y matemáticas como cimientos para desarrollar nuevos campos como la alquimia. Algunos ejemplos de los frutos de estas contribuciones son el acero de Damasco. La alquimia árabe resultó ser una inspiración a Roger Bacon y más tarde a Isaac Newton.
En matemática, introdujeron los números arábigos y la inducción matemática. Al-Juarismi dio nombre a lo que ahora llamamos algoritmo y a la palabra álgebra (que procede de al-jabr, el principio del título de una publicación suya en la que desarrollaba un sistema de resolución de ecuaciones cuadráticas).
En medicina, los médicos musulmanes hicieron significativas contribuciones a la medicina, incluyendo la anatomía, medicina experimental, oftalmología, patología, ciencias farmacéuticas, fisiología, cirugía, etc. Además, crearon algunos de los primeros hospitales, la primera escuela de medicina y los primeros hospitales psiquiátricos.

## Contexto histórico
La era islámica comenzó en el año 622 d. C. Los ejércitos islámicos acabaron conquistando Arabia, Egipto y Mesopotamia, y en pocas décadas lograron desplazar de la región a los imperios persa y bizantino. En menos de un siglo, el islam había llegado a la zona del actual Portugal en el oeste y a Asia Central en el este. La Edad de Oro islámica (aproximadamente entre 786 y 1258) abarcó el período del califato abasí (750-1258), con estructuras políticas estables y un comercio floreciente. Grandes obras religiosas y culturales del imperio islámico se tradujeron al árabe y, ocasionalmente, al persa. La cultura islámica heredó influencias griegas, romanas, índicas, asirias y persas. Se formó una nueva civilización común basada en el islam. Se produjo una era de alta cultura e innovación, con un rápido crecimiento de la población y las ciudades. La revolución agrícola árabe en el campo trajo más cultivos y mejoró la tecnología agrícola, especialmente la irrigación. Esto apoyó a una mayor población y permitió que la cultura floreciera. A partir del siglo IX, eruditos como Al-Kindi tradujeron al árabe conocimientos indios, asirios, sasánidas (persas) y griegos, incluidas las obras de Aristóteles. Estas traducciones respaldaron los avances de los científicos de todo el mundo islámico.
El mundo árabe destacaba desde la antigüedad por sus grandes construcciones arquitectónicas desde mezquitas, palacios, fortalezas y bibliotecas fusionadas con un arte decorativo multiforme que abarcaba las diferentes técnicas como la cerámica, el cobre, vidrio, madera, tapices, tejidos y caligrafía. Sin embargo, la economía, la filosofía, ciencias y tecnología no se desarrollaron hasta la Edad de Oro del Islam.
Tras la epidemia que le dio la muerte al profeta Mahoma o mensajero de Alá un 8 de junio del año 632 a sus 63 años, los musulmanes se dedicaron a las ciencias traduciendo la totalidad del saber constituido de la época en la lengua árabe. A su vez, fundaron bibliotecas donde sabios se internaron en el mundo de las ciencias durante tres siglos y medios y luego retomándola ya en el siglo XX.
A partir del siglo VII, los árabes fueron discípulos directos de los griegos y alejandrinos de escuelas sirias. Ocupando durante varios años entre éstos, árabes, turcos, afganos y persas ocuparon el primer lugar en el mundo de las ciencias, en calidad de químicos, algebristas, médicos, geógrafos, matemáticos, físicos y astrónomos de la comunidad musulmana.
Pero fue en el año 1000, cuando llegó la Edad de Oro, que la ciencia en el mundo islámico fue potenciada por los principales científicos: Ibn Sina (Avicena), Ibn al-Hayzam (Alhacén) y Al-Biruni. Algunos consideran que fueron los musulmanes, los principales fundadores de la ciencia moderna por sus métodos empíricos y experimentales que dan cuenta de una “Revolución Científica Musulmana”

## Contribuciones Griegas al mundo Islámico
Grecia desempeñó un papel crucial en la transmisión del conocimiento clásico al mundo islámico. Su rica tradición historiográfica preservó el conocimiento griego antiguo, sobre el cual se construyeron el arte, la arquitectura, la literatura, la filosofía y los logros tecnológicos islámicos. Ibn Jaldún señaló: «Las ciencias de una sola nación, los griegos, han llegado hasta nosotros gracias a su traducción gracias a los esfuerzos de Al-Mamun. Su éxito se debió a que contaba con numerosos traductores y a la gran inversión que realizó en este sentido».
A medida que el conocimiento del griego declinaba en occidente con la caída del Imperio Romano de Occidente, también lo hacía el conocimiento de los textos griegos, muchos de los cuales habían permanecido sin traducción al latín.
Los lógicos árabes habían heredado las ideas griegas después de haber invadido y conquistado Egipto y Siria y Palestina. Sus traducciones y comentarios sobre estas ideas se abrieron paso a través del Occidente árabe hasta España y Sicilia, que se convirtieron en importantes centros para esta transmisión de ideas.
Las traducciones al árabe occidental de las obras griegas (encontradas en Iberia y Sicilia) se originan en las fuentes griegas conservadas por los bizantinos. Estas transmisiones al Occidente árabe tuvieron lugar en dos etapas principales.

## Revolución científica musulmana

### Islam y ciencia
Desde un punto de vista islámico, la ciencia —el estudio de la naturaleza— se considera vinculado con el concepto del Tawhid (la unicidad de Dios), como sucede con todas las otras ramas del conocimiento. En el islam, la naturaleza no es vista como una entidad separada, sino como parte integral de la perspectiva holística del Islam en Dios, la humanidad y el mundo. Este enlace implica un aspecto sagrado en la búsqueda del conocimiento científico por los musulmanes, siendo así que la propia naturaleza es vista en el Corán como una recopilación de signos que apuntan a lo divino. Fue con esta comprensión por la que la búsqueda de la ciencia fue respetada en las civilizaciones islámicas, especialmente durante los siglos VIII a XVI, antes de la colonización del mundo musulmán.
El físico teórico Jim Al-Khalili cree que el moderno método científico fue precursado por Ibn Al-Haytham (conocido en Occidente como "Alhazen"), cuyas contribuciones se asemejan a las de Isaac Newton. Alhazen ayudó a cambiar el énfasis de la teorización abstracta sobre la experimentación sistemática y repetible, seguida por el cuidado crítico de premisas e inferencias. Roberto Briffault, en El hacer de la humanidad, afirma que la existencia de la ciencia, como se entiende en el sentido moderno, está arraigada en el pensamiento científico y el conocimiento que surgió en las civilizaciones islámicas durante este tiempoime.
Algunos eruditos y científicos musulmanes han desarrollado posteriormente un espectro de puntos de vista sobre el lugar de aprendizaje científico en el contexto del Islam, ninguno de los cuales son aceptados universalmente. Sin embargo, la mayoría mantiene la opinión de que la adquisición de conocimiento y de búsqueda científica en general, no está en desacuerdo con el pensamiento islámico y la creencia religiosa. El físico Taner Edis argumenta que esto es porque algunos musulmanes están leyendo en el lenguaje metafórico de los libros sagrados, lo que no está allí, incluyendo los recientes descubrimientos científicos.
A finales del siglo XI y comienzos del XII, se generaron violentos conflictos religiosos donde Al-Gazali, considerado un gran teólogo, filósofo y místico del Islam, compuso Al-Munq-id min al-Dalal (El que libra del error) donde declaraba:

En verdad, es un crimen doloroso que comete contra la religión el hombre que se imagina que la defensa del Islam pasa por el rechazo de las ciencias matemáticas, pues no hay nada en la verdad revelada que se oponga a estas ciencias, ya sea por la negación o afirmación, como nada hay en estas ciencias que se oponga a la verdad de la religión.

### Método científico
Los primeros métodos científicos fueron desarrollados en el mundo islámico, donde se realizaron importantes progresos sobre metodología, en especial gracias a los trabajos de Alhacén en el siglo XI. Alhacén está considerado como el pionero de la física experimental. El desarrollo más importante del método científico consistió en el uso de la experimentación y la cuantificación para discriminar teorías elaboradas con una orientación empírica. Alhacén escribió su Tratado de óptica, en el cual reformó de manera significativa el campo de la óptica, probando empíricamente que la visión se producía gracias a los rayos de luz que entraban en el ojo, e inventó la cámara oscura para demostrar la naturaleza de los rayos de luz. También se considera a Alhacén como el primer científico por su introducción al método científico, y sus trabajos pioneros sobre psicología de la percepción visual están considerados como precursores de la psicofísica y de la psicología experimental.

### Revisión por pares
En las versiones islámicas del temprano método científico, la ética desempeñaba un papel muy importante. Durante este período se desarrollaron los conceptos de citación y revisión por pares.
La primera descripción documentada de un proceso de revisión por pares se encuentra en el libro Ética de la física, escrito por Ishaq bin Ali al-Rahwi (854-931), de al-Raha (Siria), en el cual se describe el primer proceso de revisión por pares en medicina. Este trabajo, así como otros manuales médicos árabes posteriores, establece que un médico visitador debe tomar siempre notas por duplicado sobre el estado del paciente en cada visita, y que cuando el paciente haya sanado o muerto, las notas del médico deben ser examinadas por un consejo local de médicos, el cual debe revisar las notas del visitador para decidir si su actuación se había ajustado a los estándares exigidos para los cuidados médicos. Si esta revisión tuviera un resultado negativo, el médico podría afrontar un juicio por maltrato al paciente.

## Ciencias

### Astronomía
En historia de la astronomía, la astronomía islámica, árabe o musulmana remite a los trabajos astronómicos realizados por la civilización islámica, especialmente durante la Edad de Oro del islam (siglo VIII a siglo XVI), y transcritos en su mayoría en lengua árabe. Estos descubrimientos fueron realizados en lo esencial en los sultanatos de Oriente Medio, de Asia Central, en Al-Ándalus, el África del Norte, y más tarde en China e India.
En sus inicios, la astronomía en el mundo islámico llevó a cabo una trayectoria similar a otras ciencias en el islam, mediante la asimilación de conocimientos del extranjero y la composición de estos elementos dispares para dar a luz a una tradición original. Las principales importaciones fueron indias, persas y griegas, conocidas por traducciones luego asimiladas, como la del Almagesto. Luego la astronomía árabe ejercerá a su vez una influencia significativa en las astronomías india y europea e incluso en la china.
En el siglo VII, tanto cristianos como judíos celebraban días festivos, como la Pascua y el Pésaj, que debían determinarse astronómicamente en función de las fases de la luna. Ambas comunidades se enfrentaban al hecho de que la duración de 29,5 días del mes lunar no era conmensurable con los 365 días del año solar. Para resolver el problema, cristianos y judíos adoptaron un plan basado en el descubrimiento de Metón de Atenas en el año 430 a. C. del ciclo metónico de diecinueve años solares y la inserción periódica del decimotercer mes lunar para mantener las fechas del calendario al día con las estaciones. Los astrónomos utilizaban las enseñanzas de Ptolomeo para calcular la posición de la Luna y de las estrellas resolviendo el triángulo esférico mediante un procedimiento poco práctico concebido por Menelao de Alejandría a finales del siglo I.
Dallal Ahmad observa que, a diferencia de los babilonios, griegos e indios, que habían desarrollado elaborados sistemas astronómicos basados en las matemáticas, los árabes preislámicos se basaban únicamente en observaciones empíricas, en la salida y puesta de ciertos astros, un área de estudio que se conocía como «anwa» y que continuó desarrollándose después de la islamización cuando los astrónomos islámicos agregaron métodos matemáticos a sus observaciones empíricas y para los que encontrar un método trigonométrico más simple representó un desafío natural. Según el historiador de la astronomía David King, después de la llegada del Islam, la obligación religiosa de definir la qibla, de conocer la hora del día para realizar las salat —las oraciones canónicas— y de determinar si el mes tenía 29 o 30 días, incrementó el progreso en la astronomía.
El Corán alentaba a que los musulmanes encontraran formas de utilizar las estrellas: «Y Él es Quien os consagró las estrellas para que así podáis ser guiados en las tinieblas de la tierra y del mar». Basándose en este precepto, los musulmanes comenzaron a desarrollar mejores instrumentos para la observación y la navegación astronómica, dando nombre y catalogando muchas estrellas visibles a simple vista en el cielo, hasta el punto de que hoy en día muchas de esas estrellas conservan los nombres árabes, como Aldebarán (α Tauri), Deneb o Altair (α Aquilae). También términos astronómicos como «alidada», «acimut», «cenit o «almicantarat» evidencian por su morfología su origen árabe.
El historiador de la ciencia Donald Routledge Hill divide la astronomía árabe en cuatro períodos: 
- c. 700-825: asimilación por sincretismo de las doctrinas astronómicas helenísticas, indias y persas, traduciéndose muchos textos, como el Zīj al-Sindhind,[48] o  el Zīj al-Shāh, una colección de tablas astronómicas compiladas en la Persia preislámica durante más de doscientos años.
- c.825-1025: fase de investigación intensa, recepción y mejora del sistema de Ptolomeo. Los califas apoyaron económicamente su desarrollo y Bagdad y Damasco se convirtieron en centros intelectuales. La primera obra importante fue el Zīj al-Sindh (830), de Al-Juarismi, que introdujo conceptos ptolemaicos en las ciencias islámicas, con tablas de los movimientos del Sol, la Luna y los cinco planetas conocidos en aquella época. En 850, Al-Farghani (805-880), una autoridad en el sistema solar, escribió entre 833 y 857 el Kitāb fī ŷawāmiʿ ʿilm al-nuŷūm en el que proponía principalmente una síntesis de la cosmografía ptolemaica, aunque también corregía a Ptolomeo basándose en los resultados de astrónomos árabes anteriores. Al-Farghānī calculó nuevos valores para la oblicuidad de la eclíptica, para el movimiento de precesión de los apogeos del Sol y de la Luna, y para la circunferencia de la Tierra. El libro tuvo una amplia distribución en el mundo musulmán y también fue traducido al latín.[49]Destacaron también:[Nota 3] Al-Battani (858-929), quizá el más respetado por los estudiosos europeos, por sus descubrimientos amplísimos y sus estudios de las anomalías lunares y los eclipses de una extraordinaria precisión, que también estableció las primeras nociones trigonométricas y concibió la fórmula fundamental de la trigonometría esférica; y Al Sufi (903-986), con su Libro de las estrellas fijas, que describió en detalle alrededor de mil estrellas y dio las primeras descripciones de la Galaxia de Andrómeda y de la Gran Nube de Magallanes.
- 1025-1450: florecimiento de una escuela de pensamiento específicamente árabe en astronomía, que comenzó cuando sus astrónomos comenzaron a hacerse preguntas sobre el sistema ptolomaico, aunque permaneciendo siempre el modelo geocéntrico. La obra más importante fue al-Shukūk ʿalā Batlamyūs [Dudas sobre Ptolomeo] de Ibn al-Haytham, en la que se resumen las inconsistencias del modelo ptolemaico. Muchos astrónomos asumieron el desafío desarrollando modelos alternativos para evitarlos, como Muʾayyad al-Dīn al-ʿUrḍī (ca. 1266), Nasir al-Din al-Tusi (1201-1274), Qutb al-Din al-Shirazi (ca. 1311), alā-Hwkabar ( ca. 1306), Ṣadr al-Sharīʿa al-Bukhārī (ca. 1347), Ibn al-Shatir (ca. 1375), al-Khamoji (ca. 1420) y Ali Qushji (ca. 1474).
- 1450-1900: período de estancamiento, todavía marcado por algunas contribuciones notables.

Estos conocimientos llegan a Europa Oriental a través de Al-Ándalus en los siglos XI a XIII, y a Europa Central con las invasiones turcas a largo del siglo XV.

### Física
Las ciencias naturales experimentaron un notable avance en la Edad de Oro del islam (entre los siglos VIII y XIII, aproximadamente). En ese periodo los científicos musulmanes introdujeron diversas innovaciones y rescataron textos clásicos griegos (como las obras de Aristóteles, Tolomeo o Euclides).
Durante este período, la teología islámica todavía promovía la búsqueda de conocimiento, juzgando que el espíritu de la ciencia no está en contradicción con los aspectos religiosos. Algunos pensadores musulmanes de este período fueron Al-Farabi, Abu Bishr Matta, Ibn Sina, al-Hassan Ibn al-Haytham y Ibn Bajjah.
Los trabajos de estos autores y los importantes comentarios sobre ellos impulsaron de manera notable la reflexión científica durante el período medieval. La traducción de clásicos grecolatinos al árabe clásico, la lingua franca del período tuvo importantes consecuencias para la ciencia islámica y europea.
La ciencia medieval islámica adoptó la física aristotélica de los griegos y la desarrolló con nuevas observaciones. Sin embargo, en el mundo islámico se apreció la posibilidad de expandir el conocimiento a partir de la observación empírica, y creían que el universo estaba gobernado por un conjunto único de leyes universales. El uso de observaciones empíricas les condujo a la formulación de una forma cruda de método científico.

### Química
Jabir ibn Hayyan está considerado como un pionero de la química, ya que fue el responsable de introducir un primitivo método científico experimental dentro de su campo de estudio, así como invenciones como el alambique, la retorta, y los procesos químicos de la destilación, la filtración, la sublimación, la licuefacción, la cristalización, la purificación y la evaporación.
El estudio de la alquimia tradicional y la teoría de la transmutación de los metales fueron primeramente refutadas por Al-Kindi, seguido de Al-Biruni, Avicena e Ibn Jaldún. En sus Dudas sobre Galeno, Al-Razi fue el primero en demostrar que tanto la teoría de los elementos clásicos de Aristóteles como la teoría de los humores de Galeno eran falsas, utilizando para ello un método experimental. Nasir al-Din al-Tusi estableció una versión promitiva de la ley de conservación de la masa, observando que aunque un cuerpo material podía cambiar, era incapaz de desaparecer. El naturalista Alexander von Humboldt y el historiador Will Durant consideran que los químicos musulmanes del medievo fueron los fundadores de la actual ciencia química.

### Matemática
La matemática islámica, también conocida como matemática árabe o matemática musulmana, se enriqueció en forma creciente a medida que los musulmanes conquistaron nuevos territorios. Con rapidez inusitada, el imperio islámico se expandió en todo el territorio que se asienta por las orillas del Mediterráneo, desde Persia (Irán) hasta los Pirineos.
El imperio islámico, establecido a lo largo del Oriente Medio, Asia Central, África del Norte, Iberia, y parte de la India, hizo aportes significativos en matemáticas en el siglo octavo. Aunque la mayor parte de los textos islámicos sobre matemáticas fueron escritos en árabe, no todos fueron escritos por árabes, dado que, así como el griego era usado en el mundo helenístico, el árabe era usado como el lenguaje escrito de los intelectuales no árabes a lo largo del mundo islámico en aquella época. Junto con los árabes, muchos otros importantes matemáticos islámicos fueron persas.
En el siglo IX, Al-Juarismi escribió varios libros importantes sobre los números arábigos y sobre los métodos de resolución de ecuaciones. Su libro Sobre los cálculos con números arábigos, escrito alrededor del año 825, junto con el trabajo de Al-Kindi, fueron instrumentos para dar a conocer las matemáticas árabes y los números arábigos en Occidente. La palabra algoritmo se deriva de la latinización de su nombre, algoritmi, y la palabra álgebra del título de uno de sus trabajos, Al-Kitāb al-mukhtaṣar fī hīsāb al-ğabr wa’l-muqābala (Compendio de cálculo por compleción y comparación). Al-Juarismi a menudo es apodado "el padre del álgebra", por sus importantes contribuciones a este campo. Aportó una meticulosa explicación a la solución de ecuaciones de segundo grado con raíces positivas, y fue el primero en enseñar el álgebra en sus formas más elementales. También introdujo el método fundamental de "reducción" y "balance", refiriéndose a la colocación de los términos restados al otro lado de una ecuación, es decir, la cancelación de términos iguales que se encuentran en lados opuestos de una ecuación. Esta operación fue descrita originariamente por Al-Jarismi como al-jabr. Su álgebra no solo consistía "en una serie de problemas sin resolver, sino en una exposición que comienza con las condiciones primitivas que se deben dar en todos los prototipos de ecuaciones posibles mediante una serie de combinaciones, a partir de este momento serán objeto de estudio."
El posterior desarrollo del álgebra vino de la mano de Al-Karaji. En su tratado al-Fakhri extiende la metodología para incorporar potencias y raíces de cantidades desconocidas. La primera demostración por inducción matemática de la que se tiene constancia aparece en un libro escrito por Al-Karaji en el 1000 d. C., en el que demuestra el teorema del binomio, el triángulo de Pascal, y la suma de cubos integrales. El historiador de las matemáticas, F. Woepcke, elogió a Al-Karaji por haber sido "el primero en introducir la teoría del cálculo algebraico." También en el siglo X Abul Wafa tradujo las obras de Diofanto al árabe y desarrolló la función tangente. Ibn al-Haytham fue el primer matemático en deducir la fórmula de la suma de las ecuaciones cuárticas, usando un método que puede generalizarse para determinar la fórmula general de la suma de cualquier potencia entera. Desarrolló una integración para calcular el volumen de un paraboloide y fue capaz de generalizar sus resultados para las integrales de polinomios de más de cuarto grado. Incluso se acercó bastante a la fórmula general de la integral de polinomios, aunque no estaba interesado en polinomios de grado mayor que cuatro.

### Medicina
En la historia de la medicina, el término medicina islámica o medicina árabe se refiere a la medicina desarrollada durante la edad de oro de la civilización islámica medieval y registrada en escritos en lengua árabe, la lengua franca de la civilización islámica. A pesar de lo que puedan sugerir estos dos términos coloquiales, un gran número de científicos de este período no son árabes. Algunos consideran el término «árabe-islámico» como históricamente inexacto, argumentando que esta frase no refleja la riqueza y la diversidad de los eruditos orientales que han contribuido al desarrollo de la ciencia islámica en este momento. Las traducciones al latín del siglo XII de obras médicas escritas en árabe han tenido una influencia significativa en el desarrollo de la medicina moderna.
Los médicos musulmanes hicieron significativas contribuciones a la medicina, incluyendo la anatomía, medicina experimental, oftalmología, patología, ciencias farmacéuticas, fisiología, cirugía, etc. Además, crearon algunos de los primeros hospitales, la primera escuela de medicina y los primeros hospitales psiquiátricos. En el siglo IX, Al-Kindi escribió De Gradibus, en el que demostraba la utilidad de aplicar la cuantificación y las matemáticas a la medicina y la farmacología. Utilidades como la escala para cuantificar la potencia de las drogas y la determinación a priori de los días más críticos en la enfermedad de un paciente. Al-Razi descubrió el sarampión y la viruela, y en sus Dudas sobre Galeno, demostró que la teoría sobre los humores del autor clásico era falsa.
Abulcasis ayudó a establecer los fundamentos de la moderna cirugía en su obra magna Kitab al-Tasrif, en la que describe numerosos instrumentos quirúrgicos inventados por él mismo, incluyendo el primer instrumento diseñado únicamente para las mujeres, así como el uso quirúrgico de instrumentos como el catgut (hilo quirúrgico fabricado a base de tripa de animal), los fórceps, el ligado de arterias, la aguja quirúrgica, el escalpelo, el curette, el retractor, la cucharilla quirúrgica, las sondas, ganchos, varillas, espéculos y la sierra para huesos. Alhacén hizo importantísimos avances en la cirugía ocular, explicando correctamente el proceso de la visión y la percepción visual por vez primera en su Tratado de óptica.
Avicena contribuyó a sentar las bases de la medicina moderna, gracias a su Canon de Medicina, en el que introdujo la experimentación y la cuantificación sistemática aplicada a la fisiología humana, describió por primera vez las enfermedades contagiosas, introdujo la cuarentena como método de evitar el contagio, introdujo la medicina experimental, la medicina basada en evidencias, los ensayos clínicos, los controles médicos aleatorios, las pruebas de eficacia y la farmacología clínica, las primeras descripciones de las bacterias y organismos víricos, la diferenciación entre la mediastinitis y la pleuresía, la naturaleza contagiosa de la tisis y la tuberculosis, la distribución de las enfermedades a través del agua y el suelo, las enfermedades cutáneas, las enfermedades de transmisión sexual, las perversiones, las enfermedades del sistema nervioso, el uso del hielo para tratar la fiebre y la separación entre la medicina y la farmacología.

### Ciencias sociales

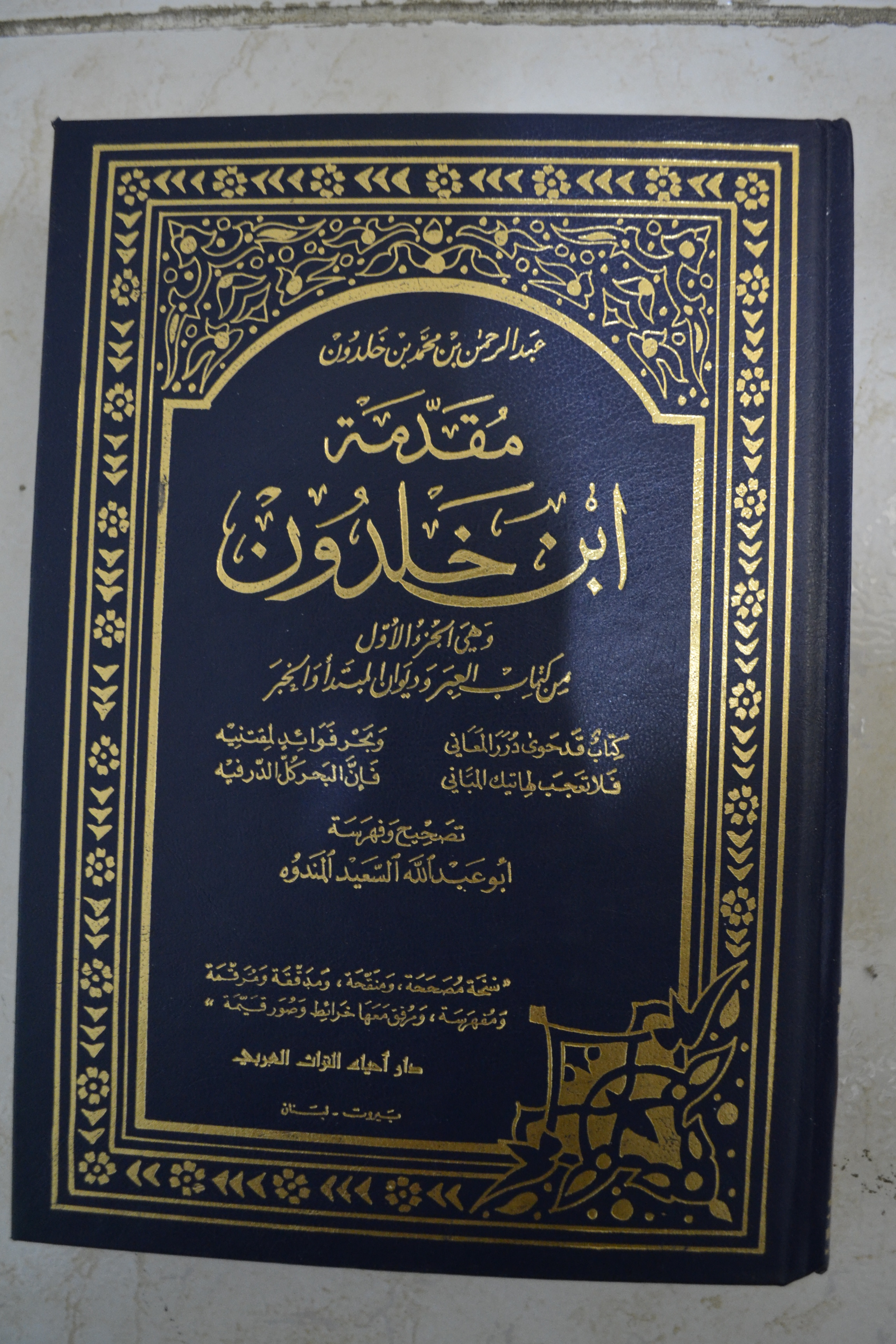
Edición moderna del Muqaddimah de Ibn Jaldún (1377), considerado una anticipación de conceptos que posteriormente desarrollarían las modernas ciencias sociales.

Ibn Khaldun es reconocido como uno de los fundadores de las sociología, historiografía, demografía y economía modernas.

## Científicos notables
Alhacén fue un gran referente para la época como pionero de la física experimental, quien enunció la teoría de un rayo de luz al pasar a través de un medio homogéneo, toma el camino más fácil y rápido. Una teoría que sería desarrollada en el siglo XVII por Pierre de Fermat. Además formuló la ley de la inercia que sería la primera ley del movimiento por Isaac Newton. Describió el proceso de refracción en términos mecánicos con partículas de luz que atraviesan la superficie de separación entre dos medios conforme a la ley rectangular de las fuerzas.
Al-Biruni, por su parte, escribió más de 150 obras sobre la ciencia siendo capaz de calcular la latitud de Kath, estudios de la cronología, astrolabios, sistema decimal y el radio de la esfera terrestre dejando en evidencia la errónea creencia medieval de una tierra plana. Se destacó más bien por haber traducido muchos libros de teorías y ciencias convirtiéndolo en un gran enciclopedista.